# Фредхейм Хольм, Даниэль
Даниэ́ль Фре́дхейм Хо́льм (норв. Daniel Fredheim Holm; род. 30 июля 1985[…], Осло) — норвежский футболист, полузащитник. Выступал за сборную Норвегии.
Даниэль сын футболиста Паала Фредхейма (1961) и младший брат футболиста Томаса Хольма (1981).

## Клубная карьера
Начинал играть в норвежском клубе «Шейд». Первый матч сыграл на в Кубке Норвегии против своего будущего клуба «Волеренга», в 18 лет.
Весной 2004 года перешёл в «Волеренгу». В первом сезоне забил 5 мячей. Сыграл больше 100 матчей за клуб. В 2009 году перебрался в Данию, где выступал за местный клуб «Ольборг». В 2011 году вернулся в Норвегию, став выступать за тронхеймский «Русенборг», в котором отыграл два сезона. Зимой 2013 года вернулся в «Волеренгу».

## Карьера в сборной
Играл за сборную Норвегии разных возрастов. Первый вызов в сборную Норвегии получил в 2007 на матчи против Боснии и Герцеговины и Турции, играл против Турции.

## Статистика

### Матчи Хольма за сборную Норвегии
| Матчи Хольма за сборную Норвегии | Матчи Хольма за сборную Норвегии | Матчи Хольма за сборную Норвегии | Матчи Хольма за сборную Норвегии | Матчи Хольма за сборную Норвегии | Матчи Хольма за сборную Норвегии |
| -------------------------------- | -------------------------------- | -------------------------------- | -------------------------------- | -------------------------------- | -------------------------------- |
| №                                | Дата                             | Соперник                         | Счёт                             | Голы Хольма                      | Соревнование                     |
| 1                                | 28 марта 2007                    | Турция                           | 2:2                              | —                                | Чемпионат Европы 2008 (отбор)    |
| 2                                | 20 августа 2008                  | Ирландия                         | 1:1                              | —                                | Товарищеский матч                |
| 3                                | 19 ноября 2008                   | Украина                          | 0:1                              | —                                | Товарищеский матч                |

Итого: 3 матча / 0 голов; 0 побед, 2 ничьи, 1 поражение.